# حلاف یک
حلاف اول و ثالثه، روستاهایی از توابع بخش مرکزی شهرستان اهواز در استان خوزستان ایران است. قبیله حلاف که در اصل هم قسمان با قبایل بصره در جنگ علیه امپراطوری عثمانی تشکیل گردیده اند و در اصل نسب آنها به ربیعه بر می‌گردد و هیچ ارتباطی با حلف الفضول ندارند
امروزه قبیله حلاف با نام‌های چون حلفی، ( حلف ) و  خلف پور یا زاده، خلفیان و حلیفه، حالف، حلافی، حلافپور یا زاده و از این قبیل نام‌ها در ایران و عراق و کویت و یمن  و آفریقا وبخصوص اروپا المان و فرانسه با ملیت های مختلف وبا نژاد سام عرب تبار در مکان‌های نام برده سکونت دارند.

## جمعیت
این روستا در دهستان الهایی و درشهرستان حمیدیه  ودر روستای (ملاشیه )قرار دارد و براساس سرشماری مرکز آمار ایران در سال ۱۳۹۵، جمعیت آن ۱۰۷۸ نفر (۲۷۰خانوار) بوده‌است.